# Athyreus bicornus
Athyreus bicornus is een keversoort uit de familie cognackevers (Bolboceratidae). De wetenschappelijke naam van de soort werd in 2002 gepubliceerd door Henry Fuller Howden.